# Mikael Johansson (politiker)
Ragnvald Mikael Johansson, född 20 april 1960 i Trollhättan, är en svensk politiker (miljöpartist). Han var ordinarie riksdagsledamot 1998–2010, invald för Örebro läns valkrets. Han var Miljöpartiets manliga gruppledare i riksdagen 2002–2008.[källa behövs]
I riksdagen var Johansson ledamot i trafikutskottet 1998–2005, konstitutionsutskottet 2006–2010 och riksdagens valberedning 2006–2010. Han var även suppleant i finansutskottet, försvarsutskottet, konstitutionsutskottet, kulturutskottet, lagutskottet, miljö- och jordbruksutskottet och trafikutskottet.
Johansson har sedan han lämnat sitt riksdagsppdrag uppmärksammats i media för att lyfta inkomstgaranti från riksdagen istället för att söka en ny anställning.